# Động đất Tontokoro 1662
Động đất Tontokoro 1662 (外所地震) là trận động đất xảy ra vào lúc 23:01 (JST), ngày 30 tháng 10 năm 1662. Trận động đất có cường độ 7.9 richter, không rõ tâm chấn độ sâu. Trận động đất đã gây ra sóng thần cao lên đến 4-5m. Hậu quả trận động đất đã làm 200 người thiệt mạng.